# باور

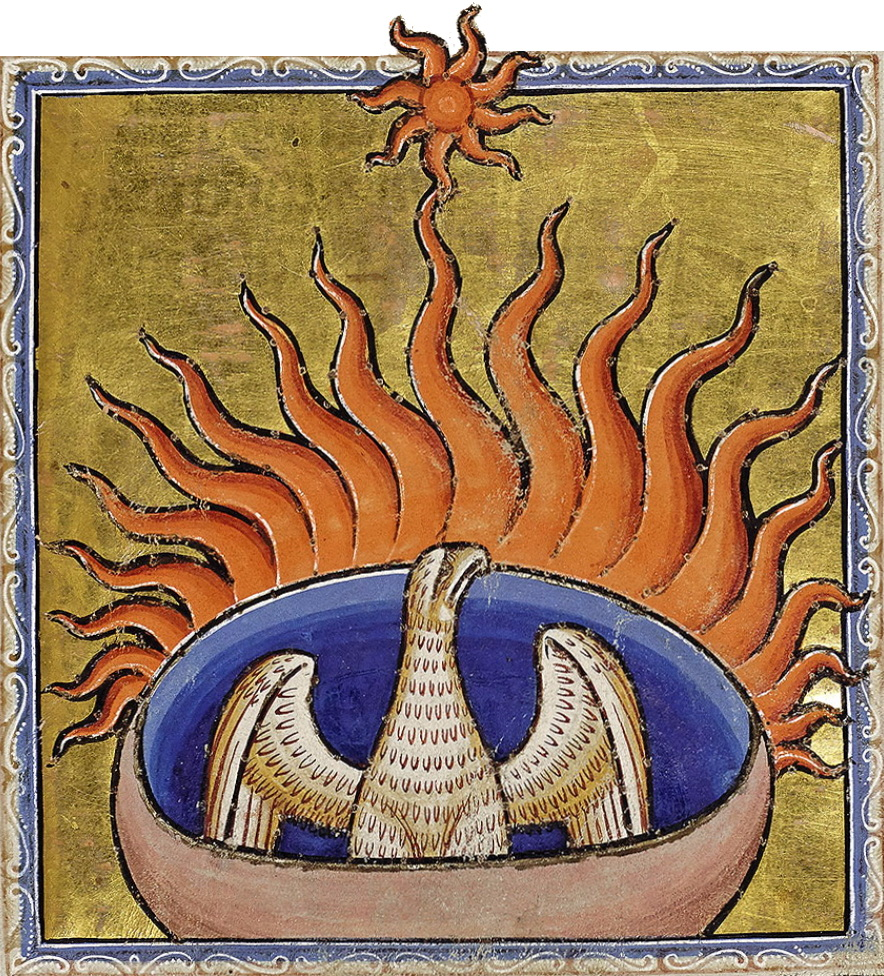
افسانه ققنوس که از خاکستر برخاست، اعتقادی به معاد است که چنان در تمدن غربی منسوخ شده‌است که در هواپیماهای نمادین و ادبی گذشت.

باور یا اعتقاد وضعیتی در ذهن است که با وجود آن، فرد فکر می‌کند که چیزی درست است، بدون توجه به اینکه آیا شواهد تجربی‌ای یا دلایل عقلی و منطقی ای وجود دارد یا نه، که با قطعیتی که بر حقایق مسلم دیگری مبتنی باشد، ثابت کند که آن چیز درست است. یکی دیگر از راه‌های تعریف باور، آن را به مثابه بازنمایی ذهنی از یک نگرش مثبت جهت‌گیری‌دار به سمت محتمل دانستن حقیقی بودن چیزی تعریف می‌کند.
در زمینه اندیشه یونان باستان، دو مفهوم با مفهوم باور مرتبط شناخته شده‌است: پیستیس (به انگلیسی: pistis) و دوکسا (به انگلیسی: doxa). به زبان ساده، پیستیس به «اعتماد» و «اطمینان» اشاره می‌کند، در حالی که دوکسا به «نظر» و «پذیرش» اشاره دارد. کلمهٔ انگلیسی «ارتدکس» از دوکسا حاصل شده‌است. جاناتان لستر (به انگلیسی: Jonathan Leicester) می‌گوید هدف باور، هدایت عمل است و نه نشان دادن حقیقت.
باور فرضیه ای است که توسط ذهن درست تلقی می‌شود و فرد برای اثبات آنها به شواهد و رفتارهای مربوط متوسل می‌شود. بسیاری از تصمیم‌گیری‌ها و رفتارهای ما انسان‌ها، نشات گرفته از باورهای ما هستند. اغلب باورهای مذهبی و جهان بینی فرد در سنین کودکی و در زمان شکل‌گیری هویت فردی رخ می‌دهد. باورها انواع مختلف دارند:
- باورهای دینی[۳]
- باورهایی در زمینه احساس لیاقت و خوشبختی
- باورهای مالی

در معرفت‌شناسی، فیلسوفان از واژهٔ «باور» برای اشاره به نگرش‌های شخصی مرتبط با ایده‌ها و مفاهیم درست یا غلط استفاده می‌کنند. با این حال، «باور» نیاز به درون‌نگری و احتیاط فعال ندارد. به عنوان مثال، ما هرگز به این فکر نمی‌کنیم که آیا خورشید برخواهد آمد یا خیر. به جای آن، به سادگی فرض کنیم که خورشید طلوع خواهد کرد. از آنجا که «باور» یک جنبه مهم زندگی دنیوی است، بنا به نظر اِریک شویتزگِبِل (به انگلیسی: Eric Schwitzgebel) در دائرةالمعارف فلسفه استنفورد، یک سؤال مربوط به این است که: «چگونه یک موجود فیزیکی خالص می‌تواند باورهایی داشته باشد؟»
در فلسفه ذهن مدرن، کلمه اعتقاد برای حالتی گفته می‌شود که ما چیزی را راست و درست می‌دانیم. در این معنی، اعتقاد به چیزی نیازمند تأمل در مورد آن چیز نیست: یک فرد بالغ و معمولی از میان تعداد زیادی از اعتقاداتش تنها به چند از آن‌ها می‌تواند حضور ذهن داشته‌باشد. در بیان ساده، بسیاری از چیزهایی که ما بدان‌ها اعتقاد داریم اموری کاملاً روزمره‌اند: ما سر داریم، الان قرن بیست‌ویکم است و استکان چایی روی میز است؛ بنابراین شکل‌گیری یک عقیده از مهم‌ترین و اساسی‌ترین خصوصیات ذهن است و مفهوم اعتقاد نقش بسیار مهمی را در فلسفه ذهن و معرفت‌شناسی دارد. به عنوان مثال «مسئله ذهن-بدن»، که از بنیادی‌ترین مسائل فلسفه ذهن است، تا حدی به این سؤال می‌پردازد که یک موجود کاملاً فیزیکی چگونه می‌تواند اعتقاداتی داشته‌باشد. بخش بزرگی از معرفت‌شناسی حول این سؤال می‌گردد که چگونه اعتقادات ما قابل پذیرش به عنوان آگاهی‌اند.
اکثر فلاسفه معاصر اعتقاد را یک نگرش و حالت نسبت به یک گزاره (منطق) می‌دانند. گزاره‌ها معانی جملاتی هستند. به عنوان مثال، اگر دو جمله معنی یکسانی داشته‌باشند مانند («برف سفید است» در فارسی و "snow is white" در انگلیسی) گزاره یکسانی را بیان می‌کنند و اگر دو جمله معانی متفاوتی داشته‌باشند گزاره‌های متفاوتی را القا می‌کنند. در نتیجه نگرش گزاره‌ای یک حالت ذهنی به صورت داشتن نگرش، و حالتی دربارهٔ یک گزاره یا شرایطی که در آن گزاره صحیح است. این حالت ذهنی به صورت زیر قابل بیان است:
{\displaystyle S~A~that~P.}
که در آن S فردی است که حالت ذهنی را داراست، A نگرش را نشان می‌دهد و P جمله‌ای است که گزاره را بیان می‌کند. به عنوان مثال
احمد [فاعل] امید دارد [حالت] که در آینده تهران ترافیک کمتری داشته‌باشد [گزاره].
علی [فاعل] شک دارد [حالت] که در آینده تهران ترافیک کمتری داشته‌باشد [گزاره].
افراد مختلف ممکن است حالات مختلفی را نسبت به یک گزاره یکسان نشان دهند.